# La Neuveville
La Neuveville (bis 1948 offiziell Neuveville), deutsch Neuenstadt, ist eine politische Gemeinde im Verwaltungskreis Berner Jura des Schweizer Kantons Bern.

## Geographie
La Neuveville liegt auf 434 m ü. M., 14 km südwestlich von Biel/Bienne (Luftlinie), etwa auf halbem Weg zwischen Biel und Neuenburg, am Nordwestufer des Bielersees. Die Siedlung bedeckt den schmalen Landstreifen am See unterhalb des Berghangs am Jurasüdfuss. Zu La Neuveville gehören der Weiler Schafis (französisch Chavannes), 440 m ü. M. am Ufer des Bielersees südwestlich an Ligerz anschliessend, sowie mehrere Einzelhöfe. Darüber liegt die Hochfläche der Montagne de Diesse (deutsch Tessenberg).
Das landwirtschaftlich genutzte Areal des 6,8 km² grossen Gemeindegebiets umfasst einen Abschnitt des steilen Südhangs La Côte und einen 4,5 km langen Uferstreifen am Bielersee zwischen Le Landeron und Ligerz. Die westliche Grenze bildet der Ruisseau de Vaux, ein Bach, der vom Plateau de Diesse in den Bielersee fliesst. Nach Norden erstreckt sich das Gemeindegebiet auf die bewaldete Antiklinale, welche das ehemalige Moor der Montagne de Diesse vom Bielersee trennt. Auf der Höhe Sur la Roche wird mit 926 m ü. M. der höchste Punkt von La Neuveville erreicht. Von der Gemeindefläche entfielen 1997 15 % auf Siedlungen, 63 % auf Wald und Gehölze, 21 % auf Landwirtschaft und etwas weniger als 1 % war unproduktives Land.
Nachbargemeinden von La Neuveville sind Ligerz und Plateau de Diesse im Kanton Bern sowie Lignières und Le Landeron im Kanton Neuenburg.

## Geschichte

Luftbild (1949)

La Neuveville wurde 1312 vom Basler Fürstbischof Gérard de Vuippens als neue Stadt nahe der Grenze zur Grafschaft Neuenburg gegründet, um Flüchtlinge aus dem Ort La Bonneville im Val de Ruz aufzunehmen, das kurz zuvor durch Rudolf IV. von Neuenburg zerstört worden war. Deshalb trug La Neuveville in der Anfangszeit auch den Namen La Bonneville. Erste Stadtrechte erhielt der Ort im Jahr 1318, ein Friedensbündnis wurde 1342 unterschrieben. Das Städtchen schloss 1388 einen Burgrechtsvertrag mit der Stadt Bern und 1395 einen Pakt mit Biel, weil es seine Eigenständigkeit gegenüber Neuenburg sichern wollte. Im 16. Jahrhundert übte der Inhaber von Burg Schlossberg neben seiner militärischen Funktion zugleich auch das Amt des Bürgermeisters von La Neuveville aus.
Von 1798 bis 1815 gehörte die Stadt zu Frankreich und war zuerst dem Département Mont-Terrible, seit 1800 mit dem Département Haut-Rhin unterstellt. Nach dem Wiener Kongress von 1815 kam sie mit dem Gebiet des Fürstbistums Basel an den Kanton Bern und gehörte zum Amtsbezirk Erlach. 1846 wurde es Hauptort des neu gegründeten Amtsbezirk La Neuveville.

## Bevölkerung
| Jahr | Einwohner |
| ---- | --------- |
| 1850 | 1719      |
| 1900 | 2248      |
| 1910 | 2296      |
| 1930 | 2535      |
| 1950 | 2709      |
| 1960 | 3216      |
| 1970 | 3917      |
| 1980 | 3519      |
| 1990 | 3324      |
| 2000 | 3445      |
| 2022 | 3798      |

Obwohl La Neuveville nur 3825 Einwohner zählt (Stand 31. Dezember 2023), gilt der Ort aus historischen Gründen als Stadt. Von den Bewohnern sind 76,8 % französischsprachig, 15,7 % deutschsprachig und 2,9 % italienischsprachig (Stand 2000). Die Bevölkerungszahl von La Neuveville nahm bis 1970 kontinuierlich zu. Aufgrund der Wirtschaftskrise während der 1970er Jahre wurde ein deutlicher Rückgang verzeichnet. Seither gibt es nur noch relativ geringe Schwankungen.

## Politik
- Grüne: 8
- SP: 7
- Forum: 10
- FDP: 9
- SVP: 1

Exekutive von La Neuveville ist der Conseil municipal (Gemeinderat). Er umfasst sieben Personen darunter den Gemeindepräsidenten. Zurzeit (Stand nach der Wahl vom 1. November 2020 und der Stichwahl für das Amt des Gemeindepräsidenten vom 30. November 2020) hat er folgende parteipolitische Zusammensetzung: Forum neuvevillois 3 Sitze (+1), SP 2 Sitze (−1), FDP 1 Sitz (−1), Grüne 1 Sitz (+1). Gemeindepräsidentin ist Catherine Frioud Auchlin (Forum).
Die Legislative heisst Conseil général (Generalrat) und umfasst 35 Mitglieder. Sie werden vom Volk im Proporz gewählt. Die rechts stehende Grafik zeigt die Sitzverteilung des Generalrates nach der Wahl vom 1. November 2020.
La Neuveville ist seit 2006 Sitz des Regionalparlaments für den Berner Jura, des Conseil du Jura bernois.
Bei den Nationalratswahlen 2023 betrugen die Wähleranteile in La Neuveville (in Klammern die Veränderung im Vergleich zu den Wahlen 2019 in Prozentpunkten): SP 28,05 % (+5,04), Grüne 24,20 % (−1,34), SVP 15,96 % (+3,05), FDP 14,14 % (+1,17), glp 6,10 % (−1,52), Mitte 5,12 % (−2,69), EVP 2,72 % (+0,55), EDU 1,76 % (+0,05), SD 0,25 % (+0,21).

## Wirtschaft
La Neuveville hat sich im Laufe des 19. Jahrhunderts vom Landstädtchen zur Industriegemeinde entwickelt. Heute gibt es zahlreiche Arbeitsplätze im Bereich der Feinmechanik, der Herstellung von Präzisionsgeräten, im Baugewerbe sowie in kleineren Betrieben verschiedener Industriezweige. Auch der Dienstleistungssektor hat mit 50 % der Erwerbstätigen grosse Bedeutung. Wichtig für La Neuveville ist der Weinbau; der Hang am Nordwestufer des Bielersees, der eine optimale Exposition zur Sonneneinstrahlung aufweist, ist mit Reben bestanden.

## Schulen
Bekannt ist die Höhere Handelsschule in La Neuveville, die École supérieure de commerce. An dieser Schule hat unter anderem Adolf Ogi ein Diplom erworben. Bis Juli 2011 war Jean-Pierre Graber der Direktor.

## Verkehr
Die Gemeinde ist verkehrstechnisch gut erschlossen. Sie liegt an der Autostrasse A5, die Biel mit Neuenburg verbindet und den Stadtkern vom Durchgangsverkehr entlastet.
Am 3. Dezember 1860 wurde die Eisenbahnlinie von Biel nach Le Landeron eingeweiht.
Ein Postautokurs führt von La Neuveville zu den Gemeinden auf der Montagne de Diesse.
Die Stadt besitzt einen kleinen Hafen am Bielersee und ist an das Netz der Kursschiffe auf dem Bielersee angeschlossen.

## Sehenswürdigkeiten

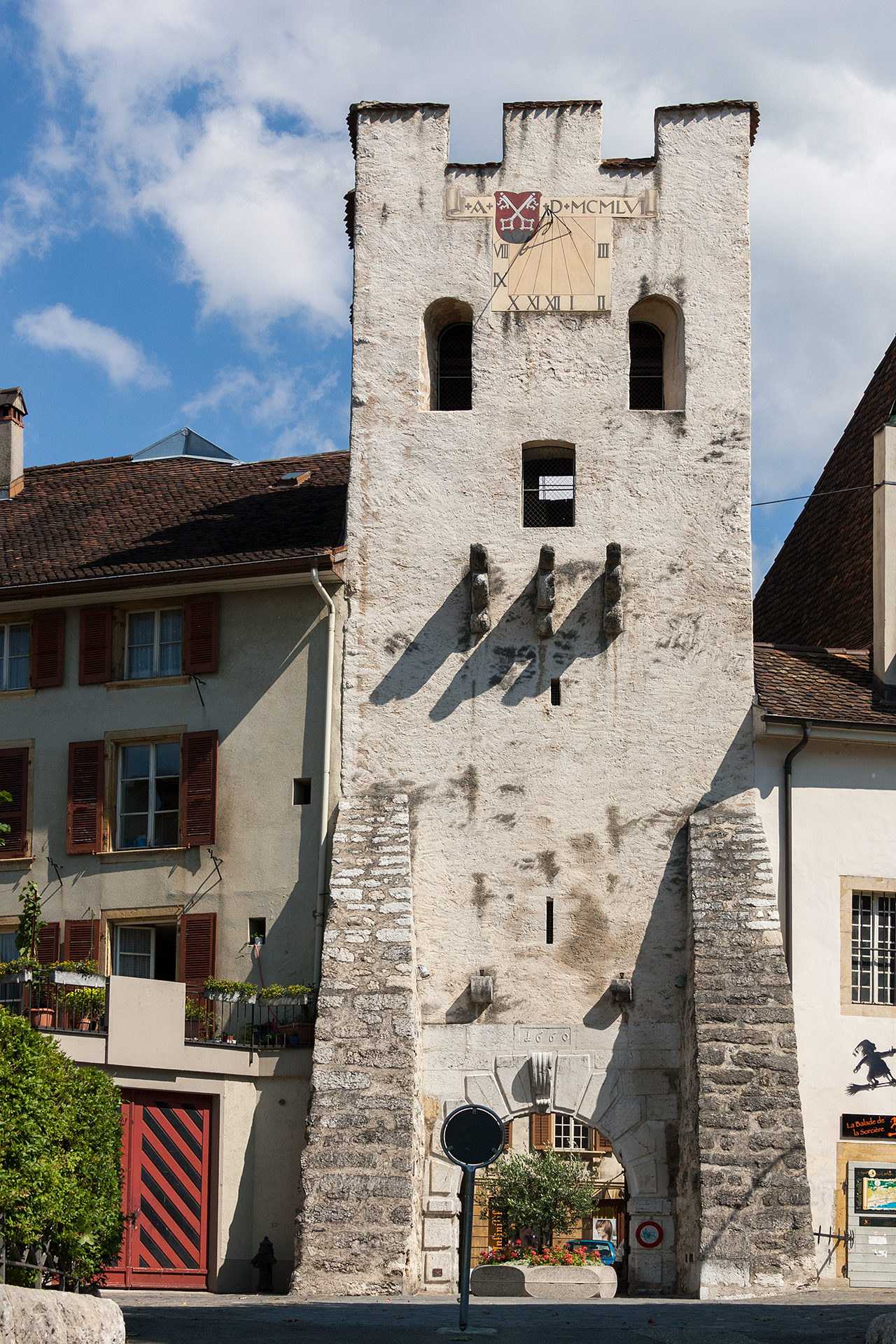
Tour de Rive

### Stadtkern / Altstadt
Die gut erhaltene, nahezu quadratische historische Stadtanlage aus dem 14. Jahrhundert weist drei parallele Gassen (quer zum See und zum Hang angelegt) sowie eine moderne Querstrasse auf. Durch letztere wurde vor dem Bau der Ortsumfahrung A5 der Durchgangsverkehr geleitet.
Die Bausubstanz der Altstadt von La Neuveville stammt aus dem 16. bis 19. Jahrhundert. Das Rathaus, das neben der Tour Carrée steht, wurde 1541–1569 erneuert und beherbergt heute das Historische Museum, in dem unter anderem Ausgrabungen von Pfahlbauten am Ufer des Bielersees und die 1476 in der Schlacht bei Murten erbeuteten Burgunderkanonen ausgestellt sind. Die Präfektur befindet sich seit 1954 im Maison de Gléresse, das 1555 erbaut, im 18. und 19. Jahrhundert erweitert wurde und mit einem Portal im Renaissancestil sowie einem Treppenturm ausgestattet ist. Das Maison de Berne, 1631 erbaut, gehörte den Äbten von Bellelay und diente als Weinlesehaus; 1804 wurde es Sitz des Weingutes der Stadt Bern. Nach seinen drachenköpfigen Wasserspeiern ist das barocke Maison des Dragons benannt. Es stammt wie die Grenette (Kornhaus) aus der Mitte des 18. Jahrhunderts.

### Stadtbefestigung
Die Stadtmauer besitzt sieben Türme, die mehrheitlich kurz nach der Stadtgründung 1312 errichtet wurden. Im Südosten befindet sich die Tour de Gléresse (auch Tour Wyss), gegen den See die Tour de Rive, im Südwesten die Tour Baillif, die Tour Hildebrant, die Tour Jaggi im Nordwesten und im Norden die Tour Rouge (Zytgloggeturm), die 1592–1596 verändert wurde. Der massive Bau der Tour Carrée (auch Tour des Cloches) nordöstlich der Altstadt entstand erst 1520.

### Kirchen
Die älteste Kirche ist die Blanche Eglise östlich der Altstadt. Sie wurde bereits 866 erstmals erwähnt. Der heutige Bau stammt von 1345, mit einer Erweiterung aus dem 15. Jahrhundert. Im Innern hat er eine Holzdecke und bedeutende gotische Wandmalereien aus der Entstehungszeit.
Die reformierte Kirche Temple du Lac trägt auch die Namen Temple neuf oder Temple du Bas. Sie wurde 1720 in Anlehnung an den Temple du Bas in Neuenburg errichtet.
Die römisch-katholische Kapelle Notre-Dame-de-l’Assomption an der Rue des Mornets 15 wurde 1954 erbaut und enthält bedeutende Glasmalereien von Isabelle Tabin Darbellay.

### Vorstadt
Nördlich der Altstadt befindet sich die Vorstadt (Faubourg) mit Häuserzeilen aus dem 16. bis 19. Jahrhundert. Sie gehörten zumeist Handwerkern und Weinbauern und hatten deshalb an den Giebeln oder Dachlukarnen Vorrichtungen für den Lastenaufzug.
Auf einem Bergsporn oberhalb des Städtchens steht die Ende des 13. Jahrhunderts auf Veranlassung des Fürstbischofs von Basel erbaute Burg Schlossberg.
Der Hof Ligerz (französisch Cour Gléresse), lokal anscheinend auch als Le Forel bekannt, ist ein ehemaliges Schloss von 1555 im Weiler Schafis und beherbergt seit 1970 das Rebbaumuseum am Bielersee «Hof».

## Bilder

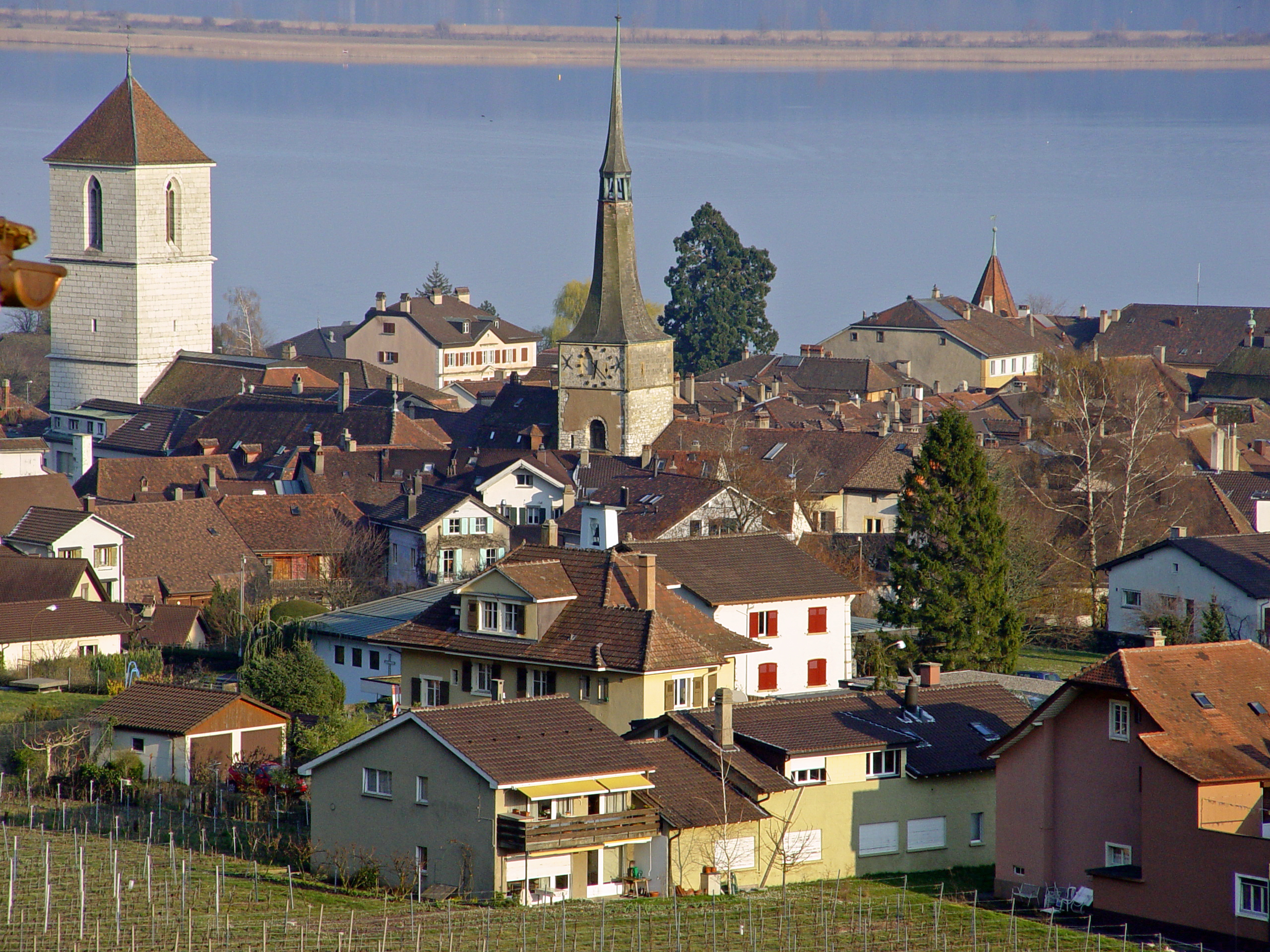
Blick auf die Hausdächer der Altstadt
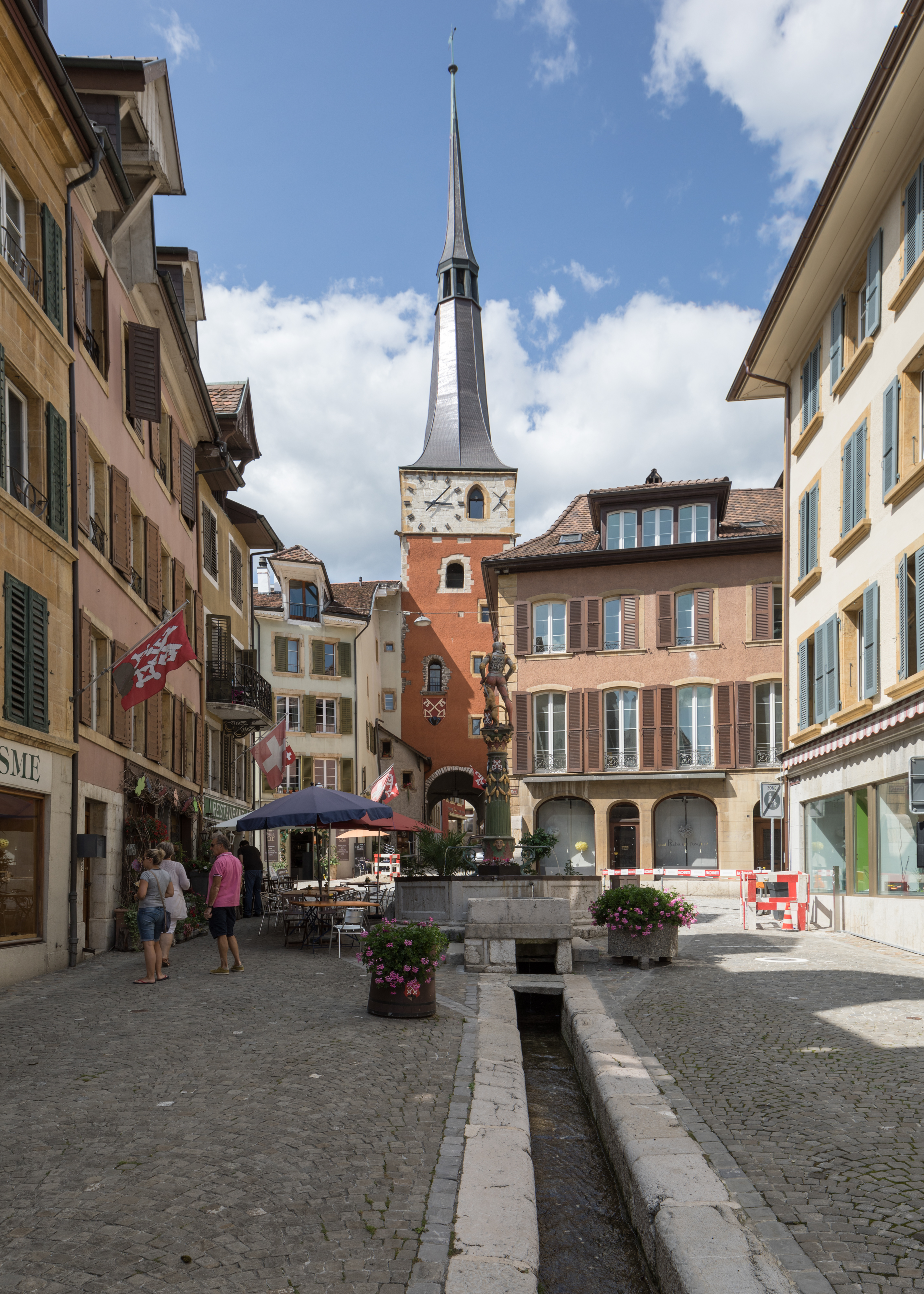
Rue du marché und Tour Rouge
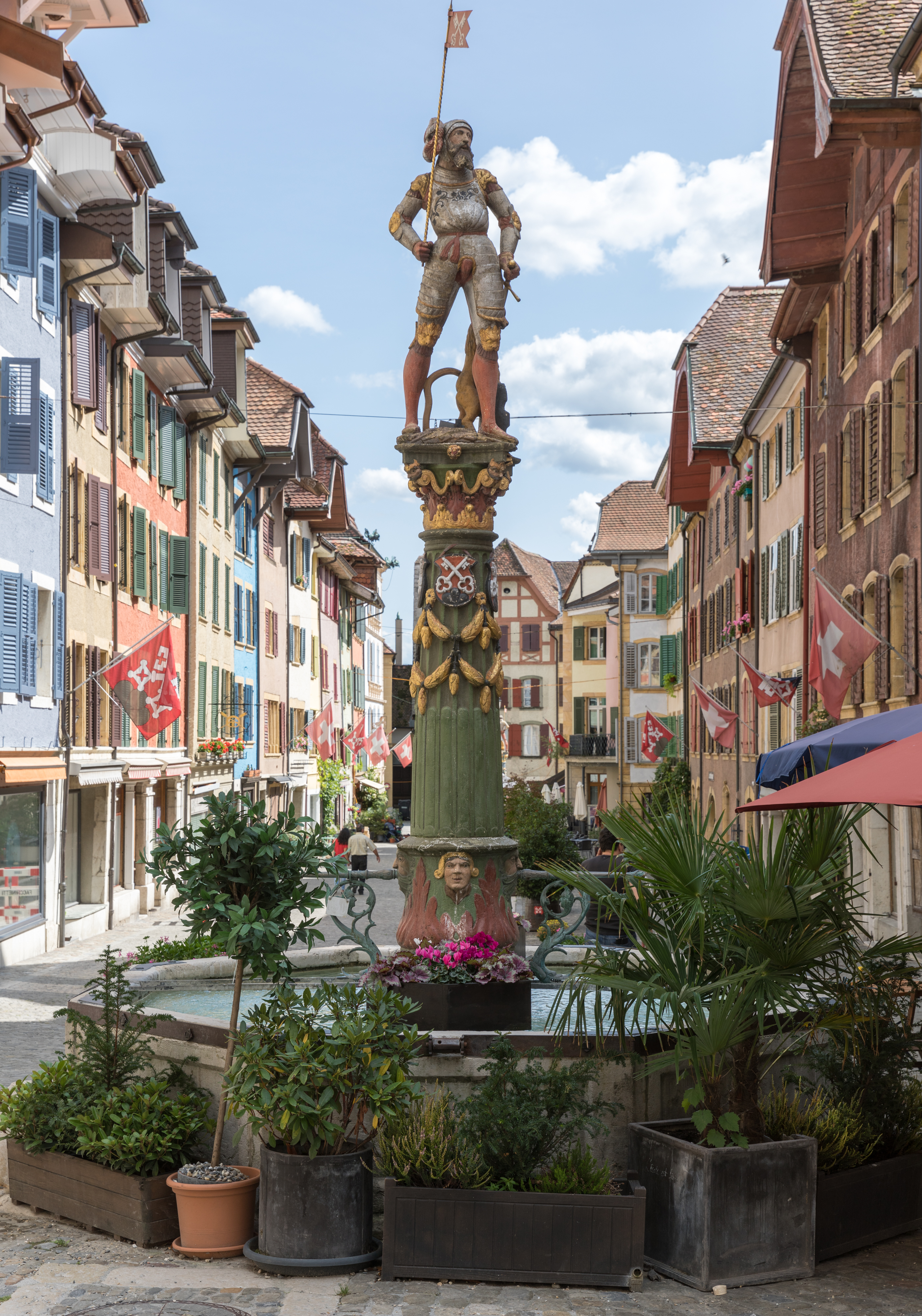
Brunnen in der Rue du marché
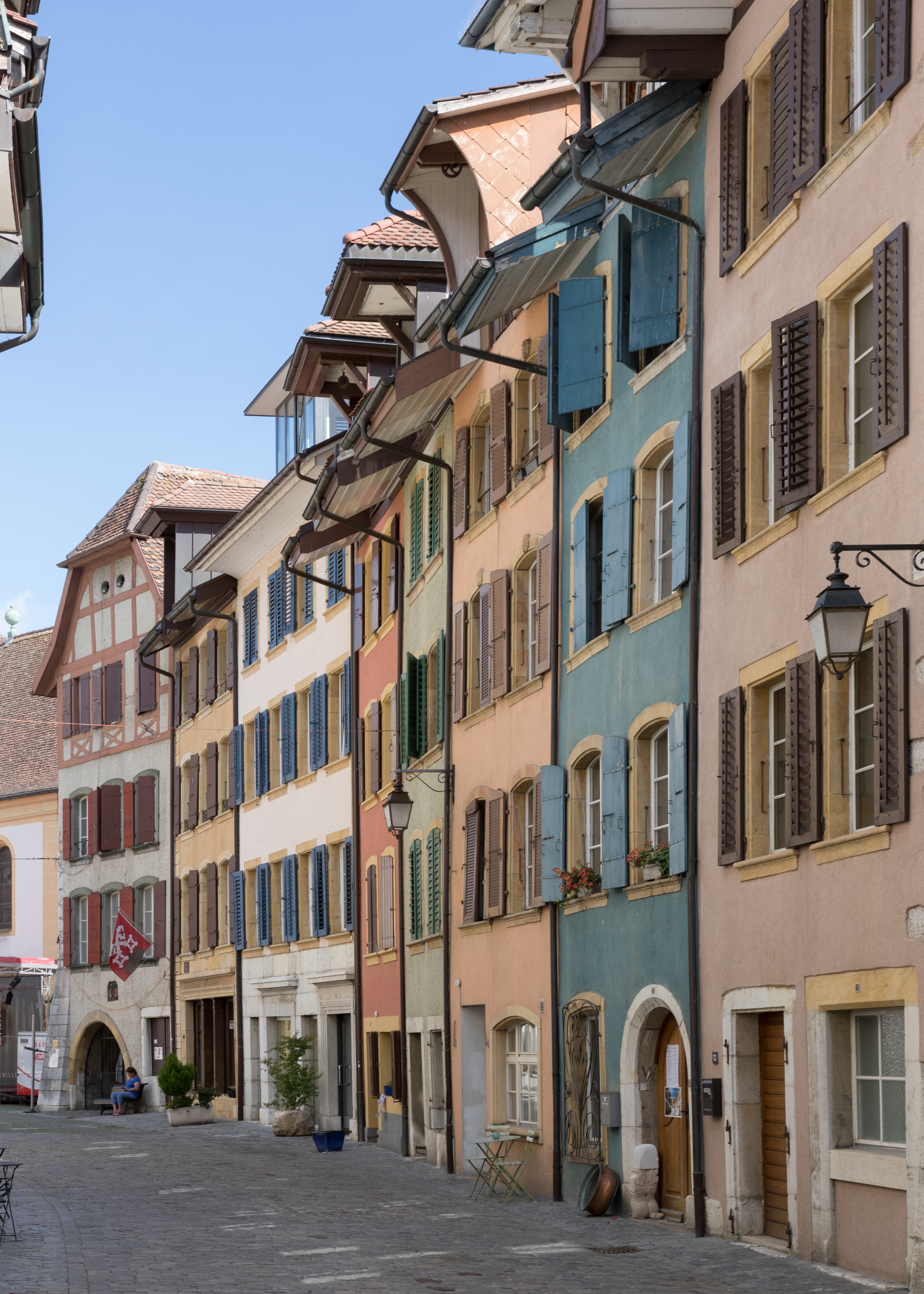
Rue de l’hôpital
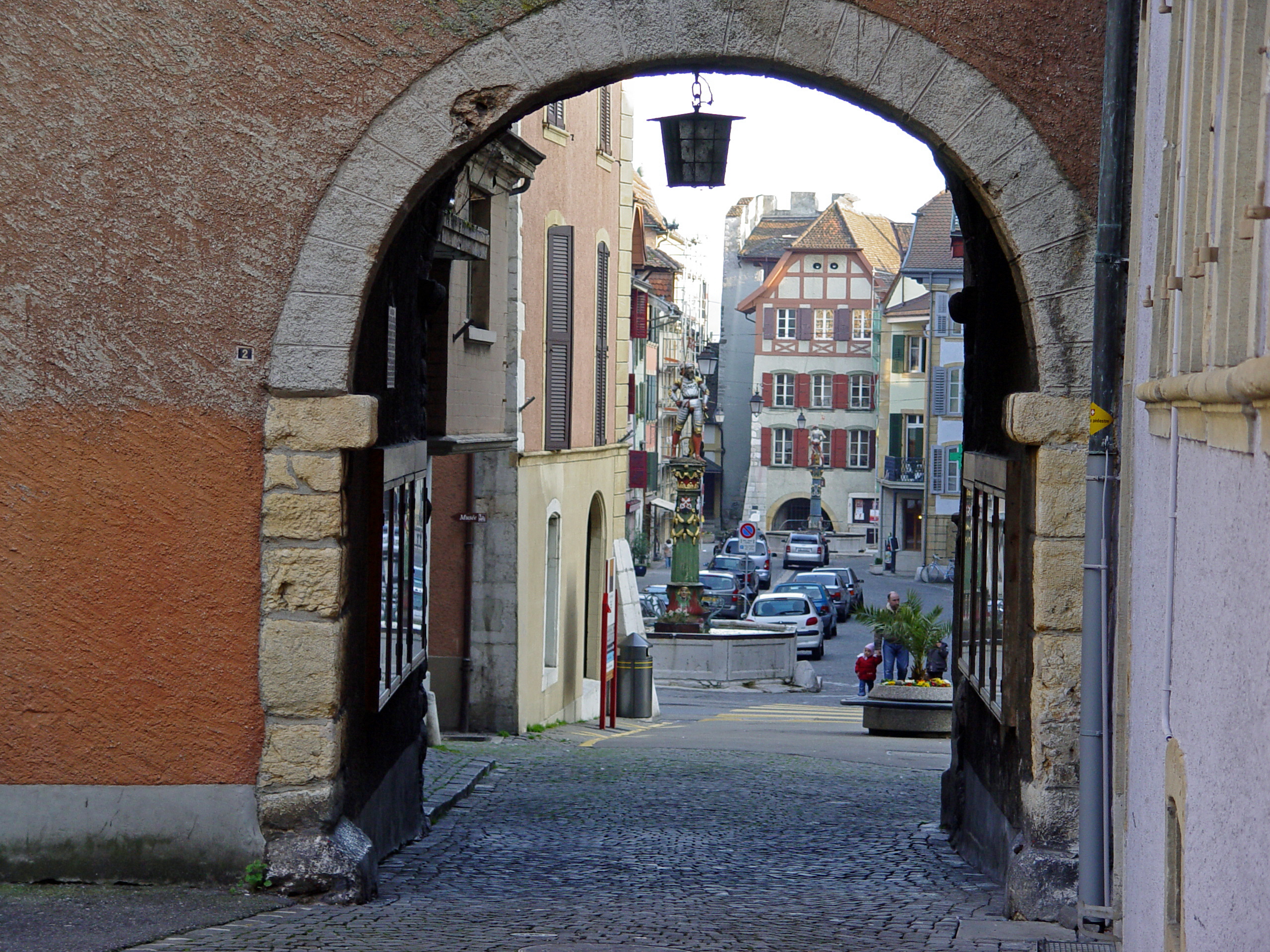
Blick durch das Stadttor auf eine Gasse der Altstadt

## Persönlichkeiten

### Söhne und Töchter des Ortes
- Jean Joseph Hisely (1800–1866), Historiker und Hochschullehrer
- Jules Gilliéron (1854–1926), Romanist und Dialektforscher
- Emile Rodé (1854–1898), Jurist und Diplomat
- Georges Moeckli (1889–1974), Politiker
- Alfred de Quervain (1896–1968), reformierter Theologe, hier geboren und später im Pfarramt
- Florian Imer (1898–1981), Jurist und Historiker
- André-Paul Zeller (1918–2005), Maler, Zeichner, Bühnenbildner und Objektkünstler
- Amélie Klopfenstein (* 2002), Skirennläuferin

### Weitere Persönlichkeiten
- Wilhelmus Grimetre (1436–1519), Schreiber und Buchbesitzer, Priester in Vinelz und an der Weisskirche
- Jean Preudhomme (1732–1795), Maler, hier begraben
- Antoine Jean-Louis Galland (1792–1862), evangelischer Geistlicher und Hochschullehrer
- Charles Albert Gobat (1843–1914), Politiker und Nobelpreisträger, besuchte hier das Progymnasium
- Carl Spitteler (1845–1924), Schriftsteller, unterrichtete zeitweise hier
- Erica Pedretti (1930–2022), Schriftstellerin, Objektkünstlerin und Malerin, lebte zwischen 1985 und 2015 hier
- Jean-Pierre Graber (* 1946), Politiker, bis 2011 Direktor der hiesigen Handelsschule, hier wohnhaft